# Comuna Gura Teghii, Buzău
Gura Teghii este o comună în județul Buzău, Muntenia, România, formată din satele Furtunești, Gura Teghii (reședința), Nemertea, Păltiniș, Secuiu, Vadu Oii și Varlaam. Se află în extremitatea nord-vestică a județului, la limitele cu județele Covasna și Vrancea, în Munții Penteleu și Munții Vrancei. Comuna grupează mai multe sate de munte de pe malurile Bâscăi Roziliei, și ale afluenților ei, Bâsca Mare și Bâsca Mică.
Atestate documentar începând cu secolul al XVI-lea, aceste așezări din zona de graniță între Moldova, Transilvania și Țara Românească au fost înființate pe de o parte de moșnenii din Sibiciu, care au deținut pământurile până când au ajuns să fie preluate de mari boieri și pe de altă parte de mocani transilvăneni stabiliți în Țara Românească. Localnicii au păstrat multă vreme portul tradițional muntenesc cu influențe transilvănene. Ei se îndeletniceau la început cu creșterea vitelor, dar după aceea cu dogăria și cu exploatarea lemnului, astfel că nu au fost știutori de carte, primele școli în comună apărând abia spre sfârșitul secolului al XIX-lea. Tot sfârșitul secolului al XIX-lea a adus un impuls industriei lemnului, mulți localnici angajându-se la exploatarea de la Nehoiu, iar în Gura Teghii proprietarii de pământuri au încercat să practice turismul, dar această ramură a intrat în declin odată cu venirea perioadei comuniste, iar astăzi doar câteva pensiuni încearcă să valorifice potențialul turistic.

## Geografie
Comuna este cea mai nordică din județul Buzău și ocupă mare parte din bazinul Bâscei Roziliei, cu afluenții săi Bâsca Mică și Bâsca Mare. Cu o suprafață de 46.500 ha, ea este cea mai întinsă comună din județ și a treia ca suprafață din România. Zonele locuite permanent sunt cele din vale, din sudul comunei, în timp ce teritoriul se extinde mult spre munți, cuprinzând Masivul Penteleu, cu altitudinea maximă de 1.772 m. Spre nord-vest, limita comunei urcă pe valea Bâscăi Mari până aproape de satul secuiesc Comandău.
Masivul Penteleu este de asemenea considerat de diverse cadre științifice că ar fi fost o insulă subtropicală in perioada cretacică, acum aproximativ 68 de milioane de ani, făcând parte dintr-un arhipelag ce ocupa aproape tot sudul Europei la acea vreme.

### Limitele
Principalul punct de reper al hotarului comunei se află pe valea Bâscăi Mari, în punctul numit pichetul Cocianu, fost punct de pază pe timp de vară a frontierei între România și Austro-Ungaria. De acolo, urmează cursul râului spre muntele Pitulatu și mai departe spre vest până la muntele Podu Calului și apoi la Seciul Bâsceanului, unde ajunge pe valea pârâului Păltiniș până în punctul denumit Pietrele Albe, de unde trece muntele până la Izvorul Rupturii, al cărui curs îl urmează până la vărsarea în râul Bâsca Roziliei. În direcția cealaltă, de la pichetul Cocianu, limita comunei pornește pe Izvorul Hânsarului, apoi leagă Vârful Ciubotarului, Dealul lui Vodă, înălțimile Fulgerișului, Muntele La Brad, apoi ajunge la Izvorul Varlaamului.
La nord-vest, Gura Teghii se învecinează cu comuna Zagon și, în dreptul văii Bâscăi Mari, cu mica comună Comandău, ambele din județul Covasna. În extremitatea nordică, se învecinează cu teritoriul administrativ al orașului Covasna. Înspre nord-est, dincolo de limitele comunei se află comuna Nereju din județul Vrancea. Înspre est, se învecinează cu alte două comune vrâncene, Vintileasca și Jitia și cu comuna buzoiană Lopătari. Spre sud și sud-est, vecinii Gurii Teghii sunt Brăești, Bozioru și Colți. Înspre sud, se învecinează cu orașul Nehoiu și înspre vest, peste Munții Podu Calului, cu comuna Siriu.

### Apele
Principalul curs de apă al comunei este râul Bâsca Roziliei, în jurul căruia se concentrează localitățile comunei. El se formează din confluența râurilor Bâsca Mică (dinspre est) și Bâsca Mare (dinspre vest); confluența lor fiind în punctul denumit Piatra lui Vișan, în apropiere de satul Varlaam. Alți afluenți importanți ai Bâscăi Roziliei sunt Tega, de la care vine numele comunei și localității de reședință și râul Tainița, pe văile cărora se află principalele zone populate.

### Așezări și populație
Comuna cuprinde localitățile de pe valea Bâscăi Roziliei, cu excepția satelor Cașoca și Vinețișu (ce aparțin orașului Nehoiu). Aceste localități sunt, în ordine, din aval în amonte: Păltiniș, Furtunești, Nemertea, Gura Teghii, Varlaam, ultimul aflându-se în apropierea confluenței Bâscelor. Pe valea Bâscăi Mici, comuna mai are două sate foarte mici, izolate și aflate la altitudini mari: Vadu Oii și Secuiu.

## Demografie
Componența etnică a comunei Gura Teghii
     Români (92,97%)
     Alte etnii (7,03%)
Componența confesională a comunei Gura Teghii
     Ortodocși (91,31%)
     Alte religii (0,8%)
     Necunoscută (7,89%)
Conform recensământului efectuat în 2021, populația comunei Gura Teghii se ridică la 3.003 locuitori, în scădere față de recensământul anterior din 2011, când fuseseră înregistrați 3.439 de locuitori. Majoritatea locuitorilor sunt români (92,97%). Din punct de vedere confesional, majoritatea locuitorilor sunt ortodocși (91,31%), iar pentru 7,89% nu se cunoaște apartenența confesională.

## Politică și administrație
Comuna Gura Teghii este administrată de un primar și un consiliu local compus din 13 consilieri. Primarul, Adrian Chirac[*], de la Partidul Social Democrat, este în funcție din 1 noiembrie 2024. Începând cu alegerile locale din 2024, consiliul local are următoarea componență pe partide politice:
|  | Partid                          | Consilieri | Componența Consiliului | Componența Consiliului | Componența Consiliului | Componența Consiliului | Componența Consiliului |
|  | ------------------------------- | ---------- | ---------------------- | ---------------------- | ---------------------- | ---------------------- | ---------------------- |
|  | Partidul Social Democrat        | 5          |                        |                        |                        |                        |                        |
|  | Partidul Național Liberal       | 3          |                        |                        |                        |                        |                        |
|  | Alianța pentru Unirea Românilor | 3          |                        |                        |                        |                        |                        |
|  | Alianța Dreapta Unită           | 2          |                        |                        |                        |                        |                        |

## Transporturi
Infrastructura de transport în comuna Gura Teghii este bazată pe drumul județean 203K, ce leagă satele Nemertea, Furtunești și Păltiniș cu DN10, cu care se intersectează în satul Lunca Priporului din orașul Nehoiu. De la Nemertea, drumul județean continuă spre Brăești, nefiind însă foarte practicabil. De la Nemertea, pe valea Bâscăi Roziliei, un drum comunal de 5,7 km duce la satele Gura Teghii și Varlaam. De la Varlaam, în satele Vadu Oii și Secuiu, și spre cabana de vânătoare de la pichetul Cocianu se poate ajunge doar pe drumuri forestiere. Cea mai apropiată stație de cale ferată este gara Nehoiașu, de pe calea ferată Buzău-Nehoiașu.
Comuna este legată prin curse regulate care parcurg valea Bâscăi Roziliei și leagă satul Varlaam de orașele Buzău (pe valea Buzăului), Brașov (prin pasul Buzău) și București (prin Cislău, Vălenii de Munte și Ploiești).

## Istoric
Așezările din zona văii Bâscăi Roziliei au fost înființate începând cu secolul al XVI-lea, o parte din ele fiind la început târle pentru vite ale moșnenilor de pe valea Buzăului (în special din zona Sibiciu), devenite apoi așezări permanente; este cazul unor sate ca Păltiniș și Furtunești sau al unor sate astăzi dispărute (Lunca Pârciului, Roscoi, Argăsălești) — devenite astăzi parte a altor sate. Alte așezări au fost întemeiate de oieri și țărani din sudul Ținutului Secuiesc (actualul județ Covasna), fie că au fost etnici români (ca în satul Vadu Oii) sau maghiari (ca în satul Nemertea). Proprietatea în devălmășie a moșnenilor a intrat în conflict cu cea a boierilor proprietari în zonă, din familiile Persescu, Borănescu și ulterior Maican, care au încercat în secolul al XIX-lea să dezvolte turismul. În perioada comunistă, turismul a intrat în declin, fiind supus toanelor dictatorului Ceaușescu și ale organizațiilor de stat. Inițiativa privată a revenit după 1989.

### Moșnenii sibiceni
Cea mai veche atestare documentară a unei localități din comună aparține satului Păltiniș, menționat într-un document din 11 decembrie 1534, emis de cancelaria domnitorului Vlad al VII-lea Vintilă, alături de pârâul Tega. Se menționează în acel document un transport de mărfuri din satele văii Buzăului spre Brașov.
Satele din zonă erau inițial sate de moșneni, care se ocupau cu vânatul și prelucrarea lemnului. Moșia a fost atribuită în 1672 de domnitorul Radu Leon moșnenilor sibiceni (din Sibiciu de Sus și Sibiciu de Jos) care au stăpânit-o în devălmășie, folosind-o pentru pășunat, întrucât zona Sibiciului nu avea terenuri suficiente. În timpul domniei lui Constantin Brâncoveanu s-a stabilit dreptul de proprietate asupra munților Buzăului, acesta revenind unui număr de cinci persoane, proprietatea întinzându-se până la granița cu Imperiul Austriac, printre care un anume Costache Sibiceanu, fost moșnean devenit boier; un urmaș sau membru al familiei sale, Ioan Sibiceanu apare la 1829 ca fiind clucer domnesc și administrând cășeriile din Munții Buzăului. În perioada fanariotă, un grec pe nume Enache Persescu a achiziționat și el pământuri de la moșnenii din zonă. În timp aceștia au devenit clăcași pe moșia Bâsca-Gura Teghii, din care motiv ei nu au mai putut crește vite și au început să practice dogăria, vânzând butoaie, putini și hârdaie de brad în târgurile de la Buzău și Mizil; meșteșugul s-a păstrat până în anii 1943, pierzându-se din cauza industrializării—mulți localnici s-au angajat la Societatea Forestieră „Göetz”, care se ocupa cu exploatarea lemnului la Nehoiu. Proprietățile au fost în litigiu permanent între moșnenii care nu puteau ușor dovedi cu acte moștenirea pământurilor lor pe de o parte, și boierii Persescu, apoi Borănescu și Maican până în 1946, pe baza diferitelor decrete domnești și a hotărniciilor lui Manolache Taud (1797), Mihai Greceanu–Constantin Predescu (1802) și Carol Gold (1854), documente oficiale care atestă proprietatea moșnenilor.
În secolul al XIX-lea, comuna era organizată ca punct de graniță, tineri din sate, împreună cu grăniceri recruți păzind granița cu Moldova (în 1855) la Furul Mare, Furul Mic, Mușa și Mușica, și cea cu Austro-Ungaria (în 1870) la Vadu Oii, Poiana din Cale, Balabanu, Valea Bălescului, Cocianu și Băltița. Tot la Cocianu a fost deschis și un punct de trecere a frontierei cu Austro-Ungaria, deschis traficului muncitorilor de la întreprinderea Göetz de la Nehoiu, muncitori cărora primăria le elibera permise de trecere cu acordul consulatului austro-ungar de la Ploiești. Aceeași întreprindere este cea pentru care s-a dat în folosință și o cale ferată îngustă forestieră de la Varlaam la Nehoiașu.
Comuna este menționată atunci în dicționarul lui Basil Iorgulescu, cu o populație de 1650 de locuitori și 355 de case în douăsprezece sate (Argăsălești, Gura Păltinișului, Gura Teghii, Furtunești, Ivăneț, Lunca Pârciului, Lunca Vâscului, Pietriceni, Piatra Corbului, Păltinișu de Sus, Păltinișu de Jos, Roșcoi și Tega). Satul Varlaam avea 100 de locuitori și făcea pe atunci parte din comuna Goidești, comună ce cuprindea masivul Penteleu; în perioada interbelică, acea comună a fost desființată.

### Tentative de dezvoltare a turismului
În acea perioadă, au avut loc primele tentative de dezvoltare a turismului în zonă. În 1854 un anume Persescu (probabil urmaș al boierului fanariot stabilit cu un secol în urmă aici) a construit un han a cărui carte de oaspeți a stat la baza volumului O preumblare prin munți de Constantin D. Aricescu, de unde se arată că acest han i-a găzduit pe acesta, ca și pe Gheorghe Tattarescu și pe folcloristul I.C. Fundescu. Ulterior, în 1870 Ștefan Borănescu, moștenitor prin căsătorie al moșiei lui Sibiceanu, a construit un hotel lângă izvoarele minerale. Sătenii localnici s-au plâns la acea vreme că au fost obligați să presteze muncă forțată în folosul construirii hotelului. Stabilimentul avea 28 de camere (câte 14 pe fiecare parte, una cu fața spre grădină, alta cu fața spre râu) și o sală de mese cu o capacitate de 80 de locuri. Proprietarul Borănescu organiza frecvent serate dansante în salon și focuri de tabără, așa cum arată un document de la 1874.
Izvoarele minerale din jurul stațiunii au fost testate chimic de dr. Pascanu de la Școala Superioară de Farmacie din București. Cele trei izvoare erau: izvorul de la Tainița (la 700 m de stațiune) avea apă de izvor obișnuită, ușor mineralizată; izvorul de la Fulgeriș (la 3 km) conținea acid carbonic liber și carbonat de fier, fiind folosită pentru tratarea chloranemiei, dispepsiei și deficienței de fier; izvorul de la Tega (la 3 km) avea apă cu acid sulfhidric, sulfuri alcaline și feroase, cloruri alcaline și feroase, fiind una dintre cele cele mai sulfuroase ape din România antebelică — ea era folosită în băi sulfuroase sau administrată ca băutură simplă sau combinată cu lapte de capră sau zer.
Fostul colonel Dumitru Dumitrescu-Maican a cumpărat moșiile lui Persescu și Borănescu și a continuat tentativele de dezvoltare a turismului în jurul hotelului lui Borănescu, înființând stațiunea Bâsca-Penteleu, cunoscută pentru restaurantul cu orchestră și promovată ca loc de vindecare a ftiziei. Cum stațiunea era amenințată de viiturile ce antrenau bolovani venind de pe dealul neîmpădurit Tega, pe care se formaseră crevase, Maican a ordonat plantarea de brazi pe acel deal și a interzis pășunatul. Acea zonă este astăzi o pădure deasă de brazi care a înlăturat pericolul viiturilor.
În timpul Primului Război Mondial, zona a fost ocupată între 1916 și 1918 de armatele germane, care au găsit la Gura Teghii un loc propice pentru construirea unui sanatoriu cu 20 de camere, cu iluminat electric și apă caldă curentă pentru tratarea răniților; localnicii beneficiau și ei gratuit săptămânal, de băile sanatoriului. Acesta a intrat, însă, în paragină după terminarea războiului și retragerea militarilor germani.
După război, în 1921, 321 de familii din zonă au primit pământuri în zona de câmpie, la Padina în județul Buzău și la Zăvoaia și Bordei Verde în județul Brăila. În 1924–1925, Anuarul Socec prezintă comuna ca făcând parte din aceeași plasă Buzău din județul Buzău, cu 2800 de locuitori și cu 13 așezări (9 sate — Argăsilești, Furtunești, Gura Păltinișului, Gura Teghii, Nemertea, Piatra Corbului, Roșcoi și Tega; și 4 cătune — Ionești, Lunca Vâscului, Lunca Pârciului și Petriceni). În perioada interbelică, zona s-a dezvoltat pronunțat, atunci apărând mai multe școli și, în 1938, căminul cultural. În 1931, satul Varlaam a fost trecut pentru prima oară în componența comunei Gura Teghii și tot atunci s-a certificat oficial apariția așezărilor forestiere montane Secuiu și Vadu Oii, aflate la acea vreme încă în componența comunei Goidești.

### Perioada de după al Doilea Război Mondial
La instaurarea regimului comunist, proprietățile au fost naționalizate, iar pământurile au fost colectivizate, formându-se „GAC Unirea”. În 1950, comuna a fost inclusă în raionul Cislău al regiunii Buzău, și apoi (după 1952) al regiunii Ploiești; după aceea, în 1968, comuna a fost rearondată județului Buzău și înființată în forma actuală, cu satele Furtunești, Gura Teghii, Nemertea, Păltiniș, Secuiu, Vadu Oii și Varlaam. Turismul a intrat în declin, iar în anii 1980 organizația turistică de stat ONT vorbea doar despre unele perspective de construire a unei cabane pe vârful Penteleu și a unei păstrăvării.
După ce a aflat detalii despre zonă la un târg de produse agricole din București, dictatorul Nicolae Ceaușescu a cerut construirea unei cabane de vânătoare în acea zonă. Funcționarii comuniști locali i-au construit o cabană luxoasă denumită „Gura Milii”. Dictatorul a folosit-o timp de câțiva ani, timp în care a efectuat mai multe vânători de urși, între care una împreună cu secretarul general al Partidului Muncitoresc Unit Polonez, Edward Gierek. După o vreme, Ceaușescu și-a îndreptat atenția către alte zone ale țării, iar cabana a devenit după 1975 tabără de copii școlari și a fost distrusă complet de un incendiu la scurt timp după 1990.
După căderea comunismului, inițiativa privată a fost din nou încurajată și s-au deschis unele pensiuni agroturistice, mai ales în localitatea Varlaam, unde se încearcă revitalizarea tradiției băilor în zer datând din perioada stațiunii antebelice. Pe lângă pensiunile private din Varlaam, Direcția Silvică Buzău a companiei de stat Romsilva întreține două cabane de vânătoare: cabana Coceanu, pe râul Bâsca Mare, și cabana Vadu Oii, pe Bâsca Mică.

## Etimologie
Denumirea comunei provine de la numele principalului său sat, denumit astfel după pârâul Tega. Toponimul Tega este considerat într-un articol de Gavril Fulgeriș a fi de origine dacă, cu sensul de râpă, dar această ipoteză este infirmată de filologul Corneliu Ștefan, care consideră că vine de la cuvântul slav tiaga.

## Cultura

### Cultura tradițională
Portul și tradițiile comunei sunt descrise de învățătoarea Elena Damian într-o lucrare pentru avansarea în grad didactic. Ea arată că acestea s-au păstrat mai bine decât altele din zona Buzăului, din cauza izolării comunei. Înainte de industrializarea prelucrării lemnului, localnicii purtau pe cap iarna căciuli din blană de miel cu fundul drept și marginile răsfrânte puțin, în care își țineau amnarul, iasca și cremenea pentru aprins țigările, iar vara, pălării din pâslă neagră cu boruri mici, pe care le procurau de la Brașov. Cămășile purtate de localnici erau din cânepă, un brâu colorat de lână și un chimir; peste cămașă ei îmbrăcau vara laibărul (o vestă scurtă din dimie) și un suman scurt, iar iarna pieptare (bunde din blana de oaie, înfundate la piept și încheiate peste umar si la subsioară) și cojoace scurte pe sub sumanul scurt sau un suman lung peste care se încingeau.
Legăturile cu Transilvania s-au manifestat și ele în ciuda izolării comunei, mocanii aducând din Brașov mintene (sumane de sărbătoare); cei înstăriți purtau la sărbătoare în picioare cizme sau iminei aduși tot din târgurile ardelene, spre deosebire de țăranii obișnuiți care purtau opinci. Femeile nu purtau rochii, ci doar cămăși lungi până la glezne, fote și broboade vărgate la capăt, bunde și ii de cânepă, in (în zilele de lucru) sau din bumbac brodate cu lânică sau arnici.

### Educația
Prima școală este atestată la 1838, dar învățământul a fost practicat intermitent. Prima școală stabilă a fost înființată în 1891 în cătunul Lunca Pârciului. Până atunci, localnicii erau analfabeți, cu excepția proprietarilor de pământuri, preotului și câtorva săteni școliți la oraș. Școala a beneficiat de o clădire a ei din 1908, și s-a deschis o școală și în satul Gura Teghii. Școala din Gura Teghii a fost extinsă în 1922, când s-a construit și școala din Varlaam. După al Doilea Război Mondial, școala din Gura Teghii a devenit școală cu clasele I-VII. În 2010, comuna este deservită de 2 școli primare la Ionești și Varlaam și de 2 școli primare și gimnaziale la Păltiniș și Gura Teghii.
Primul cămin cultural a început să fie construit în 1939, la inițiativa profesorului Dimitrie Gusti și cu concursul preotului Constantin Georgian, dar războiul a încetinit mult progresul construcției. Până în 1968, s-au construit opt școli generale (din care cinci doar primare), și câteva cămine culturale.

### Legende locale
Legendele văii Bâscăi Roziliei au fost culese de profesorul Pamfil Georgian și de profesorul Constantin Petriceanu. O legendă recentă vorbește despre haiducul Năchită din Varlaam, care a luat calea haiduciei pe la 1871, a răpit-o pe iubita lui, Maria, care însă a murit în decursul evenimentelor; Năchită a fost prins de poteră și a murit (după unele variante, ucis chiar de mama sa) sub un păr din grădina unui anume Ion Sterian. O altă baladă haiducească culeasă în mai multe variante în zona comunei este cea a mai vechiului haiduc Gheorghelaș, din vremea lui Tudor Vladimirescu; o altă legendă, cea a Mușelor, explică originea munților din zonă.
Conform unei alte legende de dată recentă, regele Carol I a luat în calcul construirea reședinței sale de vară într-o poiană din zona satului Varlaam, dar într-o vizită efectuată în zonă a căzut de pe cal. Conform legendei, el a considerat accidentul drept un semn rău și a ales în schimb Sinaia drept loc de construcție al castelului Peleș.

### Monumente istorice
Singurul monument istoric din comuna Gura Teghii inclus în lista monumentelor istorice din județul Buzău ca monument de interes local este conacul D.D. Maican din Varlaam, datând de la sfârșitul secolului al XX-lea, el fiind clasificat ca monument de arhitectură.